# Hypericum bourgaei
Hypericum bourgaei är en johannesörtsväxtart som först beskrevs av Pierre Edmond Boissier, och fick sitt nu gällande namn av N.Robson. Hypericum bourgaei ingår i släktet johannesörter, och familjen johannesörtsväxter. Inga underarter finns listade i Catalogue of Life.